# هری فریمن (بازیکن فوتبال)
هری فریمن (انگلیسی: Harry Freeman; ۴ نوامبر ۱۹۱۸ – ۱۹ مارس ۱۹۹۷) بازیکن فوتبال اهل بریتانیا بود.
از باشگاه‌هایی که در آن بازی کرده‌است می‌توان به باشگاه فوتبال اشفورد یونایتد و باشگاه فوتبال فولام اشاره کرد.